# Eibhlin Byrne
Eibhlin Byrne ist eine  irische Politikerin und war von Juli 2008 bis Juni 2009 für ein Jahr die Oberbürgermeisterin von Dublin.
Byrne studierte am University College Dublin. Sie ist seit 2003 für die Fianna Fáil Mitglied des Stadtrats von Dublin (Dublin City Council). Am 30. Juni 2008 wurde sie zur neuen Oberbürgermeisterin von Dublin (Lord Mayor of Dublin) gewählt. Byrne ist damit der 339. Lord Mayor of Dublin sowie die sechste Frau, die dieses Amt bekleidet. Vor ihrer Wahl in den Stadtrat war sie als Lehrerin tätig.
Am 5. Juni 2009 kandidierte sie im Wahlkreis Dublin für einen Sitz im Europäischen Parlament, konnte jedoch kein Mandat erringen. Bei den gleichzeitig stattfindenden Kommunalwahlen trat sie hingegen nicht mehr an und schied damit 2009 aus dem Stadtrat von Dublin aus.
Byrne ist verheiratet und hat drei Töchter.